# Абдул-Карим Мусави Ардебили
Абдул-Карим Мусави Ардебили (на персийски: عبدالکریم موسوی اردبیلی‎‎) е ирански шиитски духовник и политик.

## Ранен живот
Роден е на 28 януари 1926 г. в Ардабил. Баща му, Мир-Абдул Рахим е духовник, а майка му умира, когато той е дете. Баща му го изпраща в училището Мула-Ебрахим през 1940 г. Висшето си образование получава в Кум през 1943 г. Негови учители са Великия аятолах Казем Хаери и Мохамед-Реза Голпаегани. Пътува до Наджаф през 1946 г. за да учи духовенство, както и изучава исляма и религията. Там е до 1948 г., когато баща му умира и той се завръща в Иран. През 1989 г. основава религиозният Мофидски университет, където е ректор до смъртта си.

## Кариера
Ардебили е привърженик на аятолах Рухолах Хомейни и е негов приятел. Той прави реч в подкрепа на Хомейни през 1970 г. След иранската революция, той става един от основателите на Ислямската републиканска партия през 1979 г. Хомейни го назначава за ръководител на правосъдието през 1981 г., след импийчмънт на президента Аболхасан Банисадр. Като главен съдия е член на временния съвет на председателството, заедно с министър-председателя и председателя, изпълняващ задълженията на президента за срок до два месеца. В това положение, той също е временно действащ президент на Иран, след импийчмънта на Банисадр. Когато Хомейни умира през 1989 г., Ардебили подава оставка като главен съдия и се връща в Кум. Той е привърженик на зеленото движение. На 21 ноември 2016 г., Ардебили е приет в болница с болки в гърдите и изпада в кома. Умира на 23 ноември 2016 г.

## Личен живот
Женен е два пъти. Има 10 деца, от които 6 сина и 4 дъщери.